# Janusz Surzykiewicz
Janusz Surzykiewicz (* 1958 in Szprotawa) ist ein polnischer katholischer Theologe, Priester und Hochschullehrer.

## Werdegang
Surzykiewicz besuchte zwischen 1964 und 1976 Schule und Gymnasium. Nach dem Abitur 1977 studierte er Theologie und Sozialwissenschaften in Polen, Italien, den USA und Deutschland.
1997 kam er als Kaplan in die Kuratie St. Peter und Paul in Neufarn und übernahm im Jahr darauf von Josef Maier das Amt des Administrators. Dort gelang es ihm, Kirche und Kirchenleben äußerst lebendig zu gestalten. Mit seiner Unterstützung wurde in Neufarn ein jährlich stattfindender Weihnachtsmarkt und in Parsdorf ein Ostermarkt ins Leben gerufen. Er beauftragte die Sanierung der Kirchen in Neufarn, Parsdorf und Weißenfeld, in Parsdorf wurde ein Kindergarten errichtet.
Neben seiner Tätigkeit als Pfarrer war er von 2001 bis 2007 wissenschaftlicher Assistent am Lehrstuhl für Christliche Spiritualität und Homiletik der Katholischen Universität Eichstätt-Ingolstadt. 2008 wurde er an dieser Hochschule auf die Professur für Pastoraltheologie, Schwerpunkt Gemeindepastoral und Allgemeine Psychologie berufen. Seit 2007 ist er zudem Inhaber des Lehrstuhls für Psychagogik an der Kardinal-Wyszyński-Universität in Warschau.

## Ehrungen
- 2008: Silberne Ehrennadel der Gemeinde Vaterstetten
- 2012: Verdienstkreuz am Bande der Bundesrepublik Deutschland